# Амалрик да Бене
Амалрик да Бене (?-1206) био је француски теолог.

## Биографија
Био је чувен као професор теологије у Паризу. У својим предавањима заступао је тезе које су се појавиле у Шартрезу и помало личиле на пантеистичке мисли јер се њима тврдило да су Бог и друга створења идентични. Овакви ставови водили су неоплатонизам, супротан учењу А. Августина. Званичној римокатоличкој цркви је посебно сметала његова тврдња да у њему станује Свети дух. Јер, ако је тако, његове акције и дела се не могу негирати, а још мање сматрати грехом. Његово учење осуђено је на Четвртом латерантском концилу.
Чим су дошли у опасан сукоб са римокатоличком црквом, Амалрик и његове присталице су се повукли и живели изоловано, а касније потпуно скривено, јер су их црквене власти тражиле и прогониле. Имали су више скривених заједница званих амалрикијани. Године 1210. откривени су и на локалном синоду исте године одлучено је да дванаесторица буду спаљени, а четворица зазидани у неки зид. Последњи из ове секте јеретика, извесни Годино, ухваћен је 1219. године у Амијену и жив спаљен.